# Fumiaki Aoshima
Fumiaki Aoshima (jap. 青嶋 文明, Aoshima Fumiaki; * 12. Juli 1968 in der Präfektur Shizuoka) ist ein ehemaliger japanischer Fußballspieler.

## Karriere
Aoshima erlernte das Fußballspielen in der Schulmannschaft der Shimizu Commercial High School. Seinen ersten Vertrag unterschrieb er 1987 bei Yamaha Motors. Der Verein spielte in der höchsten Liga des Landes, der Japan Soccer League. Mit dem Verein wurde er 1987/88 japanischer Meister. 1989 erreichte er das Finale des JSL Cup und des Kaiserpokals. Für den Verein absolvierte er 18 Erstligaspiele. 1992 wechselte er zu Shimizu S-Pulse. Der Verein spielte in der höchsten Liga des Landes, der J1 League. 1992 und 1993 erreichte er das Finale des J.League Cup. 1995 wechselte er zum Zweitligisten Tosu Futures. Für den Verein absolvierte er 26 Spiele. 1996 wechselte er zum Ligakonkurrenten Honda FC. Für den Verein absolvierte er 48 Spiele. Ende 199 beendete er seine Karriere als Fußballspieler.

## Erfolge
Yamaha Motors
- Japan Soccer League

Meister: 1987/88
- JSL Cup

Finalist: 1989
- Kaiserpokal

Finalist: 1989
Shimizu S-Pulse
- J.League Cup

Finalist: 1992, 1993